# مقاطعة لا سبيتسيا

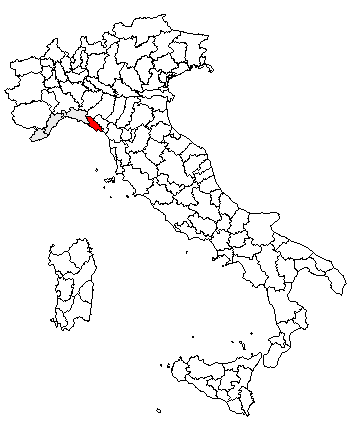
موقع مقاطعة لا سبيتسيا

مقاطعة لا سبيتسيا (بالإيطالية: Provincia della Spezia)‏، مقاطعة إيطالية ضمن إقليم ليغوريا، عدد سكانها 220.212 نسمة، ومساحتها 881 كيلومتر مربع وتضم 32 بلدية، عاصمتها مدينة لا سبيتسيا، تحدها من الغرب مقاطعة جنوة، ومن الشمال إقليم إميليا رومانيا (مقاطعة بارما)، ومن الشرق إقليم توسكانا (مقاطعة ماسا كرارا)، وجنوبا البحر الليغوري.